# Eudendrium centicaule
Eudendrium centicaule är en nässeldjursart som beskrevs av John Fraser 1938. Eudendrium centicaule ingår i släktet Eudendrium och familjen Eudendriidae. Inga underarter finns listade i Catalogue of Life.